# Final Descent
Final Descent es el último álbum de estudio de la agrupación estadounidense Samhain, publicado inicialmente en 1990, tres años después de que el cantante Glenn Danzig y el bajista Eerie Von contrataron a los músicos John Christ y Chuck Biscuits para formar la agrupación Danzig. Las primeras cinco canciones del álbum no habían sido publicadas hasta la fecha, mientras que las canciones restantes habían sido publicadas en 1987 en la primera versión del álbum Initium. Eerie Von ha afirmado que la canción "Death...In Its Arms" fue grabada durante las sesiones del álbum Danzig II: Lucifuge por los músicos que en ese entonces componían la agrupación Danzig: Glenn Danzig, el guitarrista John Christ, el bajista Eerie Von y el baterista Chuck Biscuits.

## Lista de canciones
Todas compuestas por Glenn Danzig, excepto "Trouble" por Jerry Leiber y Mike Stoller.

### Versión de 1990
1. "Night Chill"
2. "Descent"
3. "Death...In Its Arms"
4. "Lords of the Left Hand"
5. "The Birthing"
6. "Unholy Passion"
7. "All Hell"
8. "Moribund"
9. "The Hungry End"
10. "Misery Tomb"
11. "I Am Misery"

### Versión de 2000
1. "Night Chill"
2. "Descent"
3. "Death...In Its Arms"
4. "Lords of the Left Hand"
5. "The Birthing"
6. "Twist of Cain"
7. "Possession"
8. "Trouble"
9. "Lords of the Left Hand (2nd Version)"